# Теория Большого взрыва (телесериал)
«Тео́рия Большо́го взры́ва» (англ. The Big Bang Theory) — американский ситком, созданный Чаком Лорри и Биллом Прэди, которые наряду со Стивеном Моларо являлись главными сценаристами телешоу.
Премьера сериала состоялась 24 сентября 2007 года на канале CBS, а показ финального сезона завершился 16 мая 2019 года. Всего за 12 сезонов было выпущено 279 серий. Таким образом, «Теория Большого взрыва» стала самым длинным ситкомом в истории телевидения, обогнав по данному показателю комедийный сериал «Чирс» (275 серий).
Изначально главными героями сериала являлись пять персонажей, живущих в городе Пасадена, штат Калифорния. Это Леонард Хофстедтер и Шелдон Купер, двое физиков из Калифорнийского технологического института, проживающие в одной квартире;  Пенни, официантка и начинающая актриса, которая живёт в квартире напротив; а также друзья и коллеги Леонарда и Шелдона — аэрокосмический инженер Говард Воловиц и астрофизик Раджеш Кутраппали. Со временем к ним присоединились несколько значимых второстепенных персонажей, в том числе нейробиолог Эми Фарра Фаулер, микробиолог Бернадетт Ростенковски и владелец магазина комиксов Стюарт Блум.
Сериал снимался перед живой аудиторией компаниями Warner Bros. Television и Chuck Lorre Productions. На протяжении всего первого сезона «Теория Большого взрыва» получала неоднозначные отзывы критиков, однако уже начиная со второго сезона оценки стали главным образом положительными. Восемь сезонов сериала попали в ТОП-10 самых рейтинговых телешоу США, и в конечном итоге одиннадцатый сезон оказался самым популярным телесериалом в сезоне 2017/2018 года. В период с 2011 по 2014 год шоу ежегодно номинировалось на телевизионную премию «Эмми» в категории лучший комедийный сериал, а Джим Парсонс, исполнитель роли Шелдона, получил четыре «Эмми» как лучший актёр комедийного сериала. Всего телесериал заработал 46 номинаций на «Эмми» и выиграл семь наград, из них четыре получил Джим Парсонс, также удостоившийся премии «Золотой глобус» за лучшую мужскую роль в телевизионном комедийном сериале в 2011 году. Всего до 2018 года сериал получил 216 номинаций и выиграл в 56 из них. В 2017 году на телеканале CBS вышел 1-й сезон спин-офф сериала под названием «Детство Шелдона».

## Сюжет
Главными героями сериала являются молодые физики Леонард Хофстедтер и Шелдон Купер — типичные представители гик-культуры. Они увлекаются комиксами, фантастическими сериалами (в первую очередь — «Звёздным путём»), настольными и компьютерными играми, пейнтболом и посещением различных фанатских слётов. Эти хобби вместе с ними разделяют аэрокосмический инженер Говард Воловиц и астрофизик Раджеш Кутраппали. Все четверо друзей тесно связаны с наукой и работают в Калифорнийском технологическом институте  в городе Пасадена, штат Калифорния. Однако жизнь парней круто изменяется, когда на одной лестничной площадке с Шелдоном и Леонардом поселяется начинающая актриса и официантка Пенни.
По мере развития сериала к числу главных героев присоединяются Стюарт Блум, владелец магазина комиксов; микробиолог Бернадетт Ростенковски (впоследствии — жена Говарда); нейробиолог Эми Фарра Фаулер (впоследствии —  жена Шелдона). Первоначально своеобразное социальное поведение учёных нормализуется и приходит в соответствие с нормами общества.

## Производство
Показ пилотной серии состоялся 24 сентября 2007 года. Это был второй по счёту пилотный эпизод, снятый для шоу. Для телевизионного сезона 2006-07 был выпущен другой пилот, но он так и не вышел в эфир. Структура оригинального первого эпизода существенно отличалась от текущего формата сериала. Единственными главными героями, оставшимися в обоих пилотах, стали Леонард (Джонни Галэки) и Шелдон (Джим Парсонс), получившие свои имена в честь Шелдона Леонарда, американского продюсера, режиссёра и актёра. В обоих пилотах также появился малозначимый персонаж, сотрудница банка спермы Алтея (Верни Уотсон). В первой пилотной серии присутствовали две главные героини женского пола — Кэти (Аманда Уолш), «девушка уличной закалки, жёсткая, но ранимая внутри», и Джильда (Ирис Бар) — коллега и друг Шелдона и Леонарда. По сюжету пилота, Шелдон и Леонард встречаются с Кэти после того, как она расстаётся с бойфрендом, и они приглашают её пожить в их квартире. Джильда, в свою очередь, чувствует угрозу собственным отношениям с друзьями из-за Кэти. Тестовая аудитория негативно отреагировала на образ Кэти, но им понравились Шелдон и Леонард. В заставке пилотной серии использовался хит Томаса Долби «Она ослепила меня наукой».

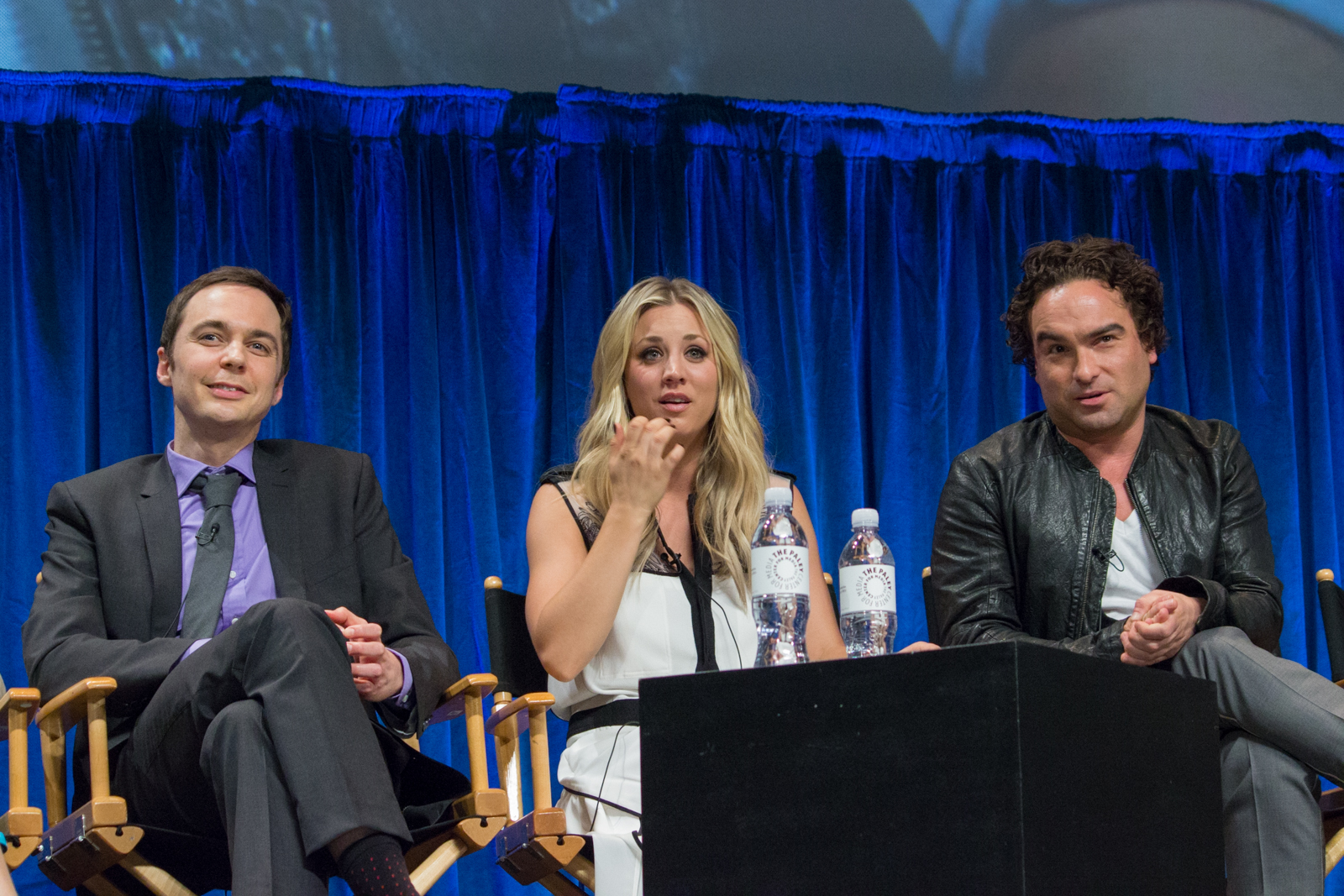
Исполнители главных ролей Джим Парсонс, Кейли Куоко и Джонни Галэки (слева направо)

Серия не прошла в эфир, однако создатели получили разрешение на съёмку второго пилота. Эпизод был создан заново, и в нём были задействованы все пять главных героев: Шелдон, Леонард, Пенни (Кейли Куоко), Говард (Саймон Хелберг) и Раджеш (Кунал Найяр), а шоу приняло окончательный формат. Оригинальный пилот никогда не был официально выпущен, но его можно найти в Интернете и, в частности, на YouTube. Режиссёром первого и второго пилотных эпизодов «Теории большого взрыва» выступил Джеймс Барроуз, который в дальнейшем не продолжил работу над шоу.
Чак Лорри впоследствии вспоминал: «Мы занимались пилотным эпизодом „Теории Большого взрыва“ примерно два с половиной года назад, и это был отстой… Но Джонни и Джим были просто замечательными. Мы полностью переписали сценарий, а затем нам повезло с Кейли, Саймоном и Куналом»
Благодаря пересъёмке пилота 14 мая 2007 года телеканал CBS заказал первый сезон из 13 эпизодов. До выхода в эфир на CBS пилотный эпизод бесплатно распространялся в iTunes. Премьера шоу состоялась 24 сентября 2007 года, а 19 октября 2007 года первый сезон продлили до полного формата — 22 эпизодов.
Шоу снималось в студии в присутствии зрителей, а продюсерами выступили Warner Bros. Television и Chuck Lorre Productions. 6 ноября 2007 года производство было остановлено из-за забастовки Гильдии сценаристов Америки. Почти три месяца спустя, 4 февраля 2008 года, место «Теории Большого взрыва» в эфире временно занял недолговечный ситком «Добро пожаловать в „Капитан“». Сериал вернулся на экраны 17 марта 2008 года, и в конечном итоге в первом сезоне было выпущено только 17 эпизодов.
После окончания забастовки сериал был продлён на второй сезон, премьера которого состоялась 22 сентября 2008 года. Благодаря растущим рейтингам в 2009 году шоу было продлено ещё на два сезона. В 2011 году сериал продлили ещё на три сезона.
В марте 2014 года шоу снова продлили на три сезона. Это был второй случай продления сериала сразу на три сезона В марте 2017 года были заказаны два дополнительных сезона, и их общее количество достигло 12.
Несколько актёров из «Теории большого взрыва» ранее работали вместе над ситкомом «Розанна», в том числе Джонни Галэки, Сара Гилберт, Лори Меткалф (исполнительница роли матери Шелдона Мэри Купер) и Миген Фэй (мать Бернадетт). Кроме того, Лорри был сценаристом сериала на протяжении нескольких сезонов.

### Научные консультанты
Дэвид Зальцберг, профессор физики и астрономии из Калифорнийского университета в Лос-Анджелесе проверял на наличие ошибок сценарий и диалоги актёров, математические уравнения и схемы, используемые в качестве реквизита. По словам исполнительного продюсера и одного из создателей шоу Билла Прэди, «мы работали над тем, чтобы дать Шелдону реальную проблему, над которой он будет работать в течение [первого] сезона. Мы упорно трудились, чтобы с научной точки зрения всё было правильно». Дэвид Зальцберг, имеющий докторскую степень по физике, был научным консультантом шоу в течение шести сезонов и присутствовал на съёмках каждой серии. Он просматривал ранние версии сценариев, которые требовали добавления научной информации, а также указывал, где сценаристы, несмотря на свои знания, допустили ошибки.

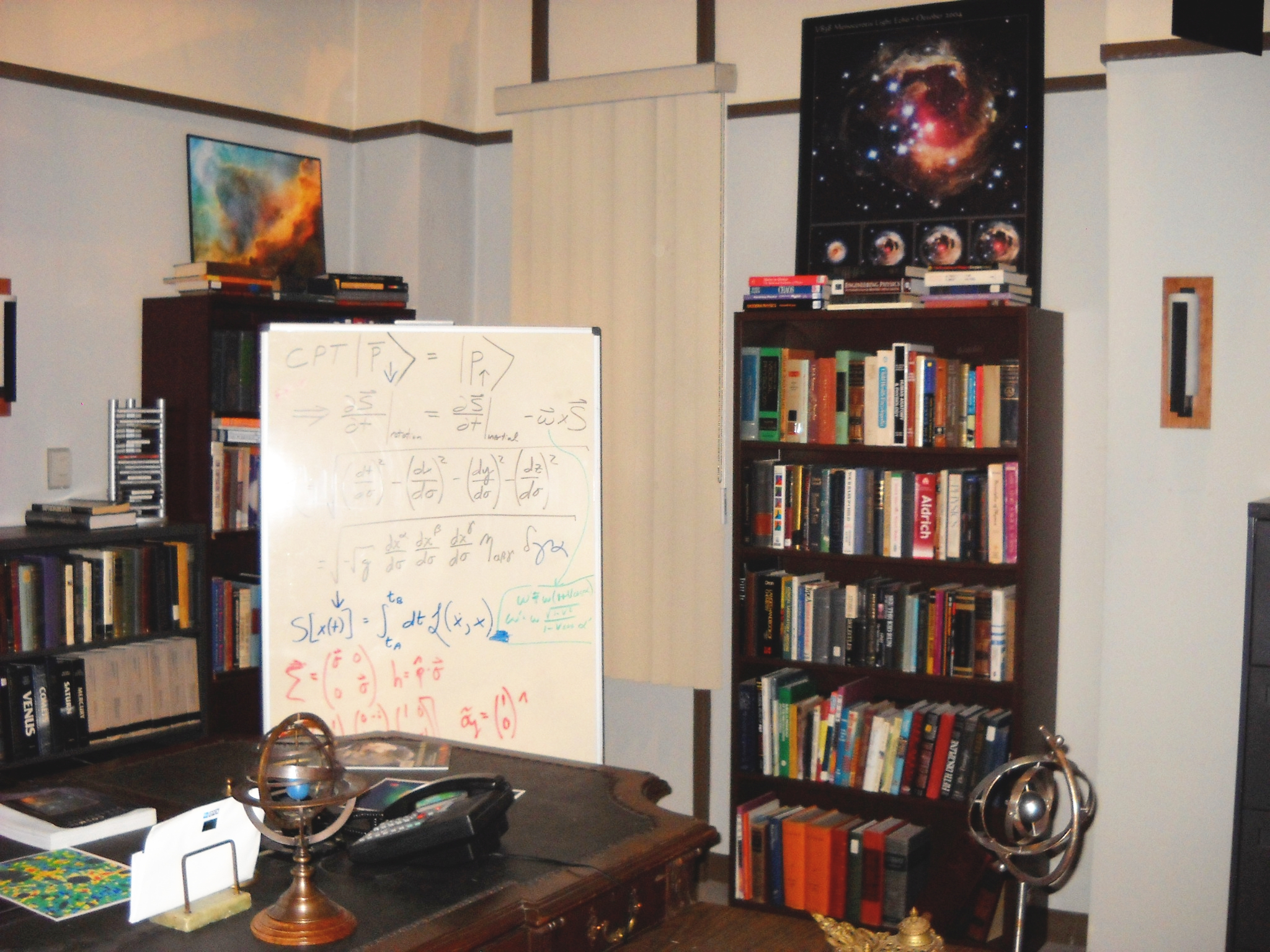
Доска для записей из офиса Шелдона

Иногда Зальцберг обращался за консультациями к исполнительнице роли Эми Фарра Фаулер Маим Бялик, которая является доктором философии в области нейробиологии.

### Саундтрек
Песня для вступительной заставки, в которой описывается образование Вселенной и Земли, написана канадской альтернативной рок-группой Barenaked Ladies. Создатели сериала Лорри и Прэди посетили концерт в Лос-Анджелесе, на котором солист группы Эд Робертсон, незадолго до этого прочитавший книгу Саймона Сингха «Большой взрыв», исполнил фристайл-рэп о происхождении Вселенной под названием «The History of Everything» («Теория всего»). Продюсеры обратились к солисту Эду Робертсону с просьбой преобразовать рэп в песню для заставки. Робертсон согласился на сотрудничество, узнав, что Лорри и Прэди не просили кого-либо ещё. В сериале звучит всего один куплет, но 9 октября 2007 года был выпущен в продажу полный вариант песни (длиной 1 мин 45 сек).

### Название
Название сериала происходит от названия современной космологической модели, описывающей ранний этап развития наблюдаемой нами Вселенной и имеющей название «Большой взрыв». Название обыгрывается в песне, которая присутствует в начале каждой серии. В ней вкратце рассказывается о глобальной эволюции нашей Вселенной, в частности, поётся о том, что 
«сперва материя была в горячем и уплотнённом состоянии, потом почти четырнадцать миллиардов лет назад началось расширение, позже Земля начала охлаждаться, автотрофы начали плеваться, неандертальцы изобрели орудия, люди создали пирамиды, стену, математику, естествознание, историю, разгадали тайны и… всё это началось с Большого взрыва!»

## Актёрский состав

### Основной и второстепенный состав
| Актёр                 | Роль                     | Появление в сезонах         | Появление в сезонах         | Появление в сезонах         | Появление в сезонах         | Появление в сезонах         | Появление в сезонах         | Появление в сезонах         | Появление в сезонах         | Появление в сезонах | Появление в сезонах | Появление в сезонах |
| Актёр                 | Роль                     | 1                           | 2                           | 3                           | 4                           | 5                           | 6                           | 7                           | 8                           | 9                   | 10                  | 11                  |
| --------------------- | ------------------------ | --------------------------- | --------------------------- | --------------------------- | --------------------------- | --------------------------- | --------------------------- | --------------------------- | --------------------------- | ------------------- | ------------------- | ------------------- |
| Основной состав       |                          |                             |                             |                             |                             |                             |                             |                             |                             |                     |                     |                     |
| Джонни Галэки         | Леонард Хофстедтер       | Регулярно                   | Регулярно                   | Регулярно                   | Регулярно                   | Регулярно                   | Регулярно                   | Регулярно                   | Регулярно                   | Регулярно           | Регулярно           | Регулярно           |
| Джим Парсонс          | Шелдон Купер             | Регулярно                   | Регулярно                   | Регулярно                   | Регулярно                   | Регулярно                   | Регулярно                   | Регулярно                   | Регулярно                   | Регулярно           | Регулярно           | Регулярно           |
| Кейли Куоко           | Пенни                    | Регулярно                   | Регулярно                   | Регулярно                   | Регулярно                   | Регулярно                   | Регулярно                   | Регулярно                   | Регулярно                   | Регулярно           | Регулярно           | Регулярно           |
| Саймон Хелберг        | Говард Воловиц           | Регулярно                   | Регулярно                   | Регулярно                   | Регулярно                   | Регулярно                   | Регулярно                   | Регулярно                   | Регулярно                   | Регулярно           | Регулярно           | Регулярно           |
| Кунал Найар           | Раджеш Кутраппали        | Регулярно                   | Регулярно                   | Регулярно                   | Регулярно                   | Регулярно                   | Регулярно                   | Регулярно                   | Регулярно                   | Регулярно           | Регулярно           | Регулярно           |
| Мелисса Рауш          | Бернадетт Ростенковски   |                             |                             | Период.                     | Регулярно                   | Регулярно                   | Регулярно                   | Регулярно                   | Регулярно                   | Регулярно           | Регулярно           | Регулярно           |
| Маим Бялик            | Эми Фара Фаулер          |                             |                             | Гость                       | Регулярно                   | Регулярно                   | Регулярно                   | Регулярно                   | Регулярно                   | Регулярно           | Регулярно           | Регулярно           |
| Второстепенный состав |                          |                             |                             |                             |                             |                             |                             |                             |                             |                     |                     |                     |
| Кевин Зусман          | Стюарт Блум              |                             | Периодически                | Периодически                | Периодически                | Периодически                | Регулярно                   | Период.                     | Регулярно                   | Регулярно           | Регулярно           | Регулярно           |
| Сара Гилберт          | Лесли Уинкл              | Период.                     | Регулярно                   | Гость                       |                             |                             |                             |                             |                             | Гость               |                     |                     |
| Лора Спенсер          | Эмили Суини              |                             |                             |                             |                             |                             |                             | Периодически                | Периодически                | Регулярно           | Гость               |                     |
| Брайан Уэйд           | Курт                     | Периодически                | Периодически                |                             |                             |                             |                             |                             |                             |                     |                     |                     |
| Марк Харелик          | Эрик Гейблхаузер         | Периодически                | Периодически                |                             |                             |                             |                             |                             |                             |                     |                     |                     |
| Лори Меткалф          | Мэри Купер               | Период.                     |                             | Периодически                | Периодически                | Периодически                |                             | Периодически                | Периодически                | Периодически        | Периодически        | Периодически        |
| Кэрол Энн Сьюзи       | Дебора Мальвина Воловитц | Периодически (только голос) | Периодически (только голос) | Периодически (только голос) | Периодически (только голос) | Периодически (только голос) | Периодически (только голос) | Периодически (только голос) | Периодически (только голос) |                     |                     |                     |
| Брайан Джордж         | В. М. Кутраппали         | Периодически                | Периодически                | Периодически                | Периодически                | Периодически                |                             |                             | Период.                     |                     | Период.             |                     |
| Элис Эмтер            | Миссис Кутраппали        | Периодически                | Периодически                | Периодически                | Периодически                | Периодически                |                             |                             | Гость                       |                     |                     |                     |
| Сара Рю               | Стефани Барнетт          |                             | Период.                     |                             |                             |                             |                             |                             |                             |                     |                     |                     |
| Джон Росс Боуи        | Барри Крипке             |                             | Периодически                | Периодически                | Периодически                | Периодически                | Периодически                | Периодически                | Периодически                | Периодически        | Периодически        | Периодически        |
| Кристин Барански      | Беверли Хофстедтер       |                             | Периодически                | Периодически                |                             | Гость                       |                             | Периодически                | Периодически                | Периодически        | Периодически        | Периодически        |
| Уил Уитон             | Уил Уитон                |                             |                             | Периодически                | Периодически                | Периодически                | Периодически                | Периодически                | Периодически                | Периодически        |                     | Период.             |
| Брайан Томас Смит     | Зак Джонсон              |                             |                             | Периодически                | Периодически                |                             |                             | Период.                     |                             | Периодически        | Периодически        | Периодически        |
| Арти Манн             | Прия Кутраппали          |                             |                             |                             | Периодически                | Периодически                |                             |                             |                             |                     |                     |                     |
| Кит Кэррадайн         | Уайат, отец Пенни        |                             |                             |                             | Гость                       |                             |                             |                             |                             | Периодически        | Периодически        |                     |
| Джошуа Малина         | Президент Сиберт         |                             |                             |                             | Периодически                | Периодически                |                             |                             |                             |                     |                     | Период.             |
| Кейси Сэндер          | Майк Ростенковски        |                             |                             |                             |                             | Периодически                | Периодически                | Периодически                |                             | Период.             |                     |                     |
| Марго Харшман         | Алекс Дженсен            |                             |                             |                             |                             |                             | Период.                     |                             |                             |                     |                     |                     |
| Реджина Кинг          | Джанин Дэвис             |                             |                             |                             |                             |                             | Периодически                | Периодически                | Периодически                |                     |                     | Гость               |
| Кейт Микуччи          | Люси                     |                             |                             |                             |                             |                             | Период.                     | Гость                       |                             |                     | Гость               |                     |
| Брайан Посен          | Берт Кибблер             |                             |                             |                             |                             |                             | Периодически                | Периодически                |                             |                     | Периодически        | Периодически        |
| Боб Ньюхарт           | Артур Джеффрис           |                             |                             |                             |                             |                             | Периодически                | Периодически                |                             | Гость               |                     | Гость               |
| Стивен Мерчант        | Дэйв Гиббс               |                             |                             |                             |                             |                             |                             |                             |                             | Период.             |                     |                     |
| Алессандра Торресани  | Клэр                     |                             |                             |                             |                             |                             |                             |                             |                             | Период.             | Гость               |                     |
| Джадд Хирш            | Альфред Хофстедтер       |                             |                             |                             |                             |                             |                             |                             |                             | Периодически        | Периодически        |                     |
| Дин Норрис            | Полковник Ричард Уильямс |                             |                             |                             |                             |                             |                             |                             |                             |                     | Периодически        | Периодически        |
| Свати Капила          | Ручи                     |                             |                             |                             |                             |                             |                             |                             |                             |                     |                     | Период.             |
| Лорен Лэпкус          | Дениз                    |                             |                             |                             |                             |                             |                             |                             |                             |                     | Периодически        | Периодически        |

Шелдон и Леонард появляются в качестве камео в девятой серии восьмого сезона мультсериала «Гриффины».

### Приглашённые актёры
| Имя                   | Род занятий                                                                    | Роль                                                                                                 | Номер сезона (s) и номер эпизода (e) появления персонажа |
| --------------------- | ------------------------------------------------------------------------------ | --- | --- |
| Лори Меткалф          | Американская актриса                                                           | Мэри Купер, мать Шелдона                                                                             | s1e4 — «The Luminous Fish Effect», s3e1 — «The Electric Can Opener Fluctuation», s4e3 — «The Zazzy Substitution», s5e6 — «The Rhintis Revelation», s7e11 — «The Cooper Extraction», s7e18 — «The Mommy Observation», s8e23 — «The Maternal Combustion», s9e1 — «The Matrimonial Momentum», s9e24 — «The Convergence Convergence», s10e1 — «The Conjugal Conjecture», s10e12 — «The Holiday Summation», s11e1 — «The Proposal Proposal», s11e13 — «The Solo Oscillation», s11e24 — «The Bow Tie Asymmetry» |
| Дональд Джозеф Куоллс | Американский актёр                                                             | Тоби Лубенфельд, подставной кузен Шелдона                                                            | s1e10 — «The Loobenfeld Decay» |
| Кортни Хенггелер      | Американская актриса                                                           | Мисси Купер, сестра-близнец Шелдона                                                                  | s1e15 — «The Porkchop Indeterminacy» , S11e24 — «The Bow Tie Asymmetry» |
| Чарли Шин             | Американский актёр                                                             | камео                                                                                                | s2e4 — «The Griffin Equivalency» |
| Кристин Барански      | Американская актриса                                                           | Беверли Хофстедтер, мать Леонарда                                                                    | s2e15 — «The Maternal Capacitance», s3e11 — «The Maternal Congruence», s7e4 — «The Raiders Minimization», s8e23 — «The Maternal Combustion», s9e17 |
| Джордж Смут           | Американский астрофизик. Лауреат Нобелевской премии по физике                  | камео                                                                                                | s2e17 — «The Terminator Decoupling», s12e18 — «The Laureate Accumulation» |
| Саммер Глау           | Американская актриса                                                           | камео                                                                                                | s2e17 — «The Terminator Decoupling» |
| Уил Уитон             | Американский актёр                                                             | камео                                                                                                | s3e5 — «The Creepy Candy Coating Corollary», s3e19 — «The Wheaton Recurrence», s4e8 — «The 21-Second Excitation», s5e5 — «The Russian Rocket Reaction», s5e22 — «The Stag Convergence», s6e7 — «The Habitation Configuration», s7e10 — «The Discovery Dissipation», s7e19 «The Indecision Amalgamation», s7e23 — «The Status Quo Combustion», s8e20 — «The Fortification Implementation», s9e11 — «The Opening Night Excitation»                                                                          |
| Кэти Сакхофф          | Американская актриса                                                           | камео                                                                                                | s3e9 — «The Vengeance Formulation», s4e4 — «The Hot Troll Deviation» |
| Даника Маккеллар      | Американская актриса                                                           | Эбби, девушка Раджеша                                                                                | s3e12 — «The Psychic Vortex» |
| Ярдли Смит            | Американская актриса                                                           | Сэнди, служащая биржи труда                                                                          | s3e14 — «The Einstein Approximation» |
| Стэн Ли               | Автор комиксов и председатель совета директоров Marvel Comics                  | камео                                                                                                | s3e16 — «The Excelsior Acquisition» |
| Джуди Грир            | Американская актриса                                                           | Доктор Элизабет Плимптон                                                                             | s3e21 — «The Plimpton Stimulation» |
| Стивен Ён             | Американский актёр корейского происхождения                                    | Бывший сосед Шелдона (Себастьян)                                                                     | s3e22 — «The Staircase Implementation» |
| Стивен Возняк         | Разработчик компьютеров, сооснователь компании Apple                           | камео                                                                                                | s4e02 — «The Cruciferous Vegetable Amplification» |
| Джордж Такеи          | Американский актёр                                                             | камео                                                                                                | s4e04 — «The Hot Troll Deviation» |
| Нил Деграсс Тайсон    | Астрофизик                                                                     | камео                                                                                                | s4e07 — «The Apology Insufficiency», s12e01 — «The Conjugal Configuration» |
| Элайза Душку          | Американская актриса                                                           | агент ФБР Пейдж                                                                                      | s4e07 — «The Apology Insufficiency» |
| Левар Бертон          | Американский актёр                                                             | камео                                                                                                | s4e17 — «The Toast Derivation», s6e7 — «The Habitation Configuration», s8e10 — «The Champagne Reflection» |
| Кит Кэррадайн         | Американский актёр                                                             | Уайат, отец Пенни                                                                                    | s4e09 — «The Boyfriend Complexity» |
| Рик Фокс              | Трёхкратный чемпион НБА                                                        | Глен, бывший парень Бернадетт                                                                        | s4e13 — «The Love Car Displacement» |
| Джессика Уолтер       | Американская актриса                                                           | миссис Лэтхэм, меценат, совратившая Леонарда                                                         | s4e15 — «The Benefactor Factor» |
| Брайан Грин           | Физик-теоретик                                                                 | камео                                                                                                | s4e20 — «The Herb Garden Germination» |
| Кэти Леклерк          | Американская актриса                                                           | Эмили, глухая девушка Раджеша                                                                        | s5e04 — «The Wiggly Finger Catalyst» |
| Брент Спайнер         | Американский актёр                                                             | камео                                                                                                | s5e5 — «The Russian Rocket Reaction» |
| Кортни Форд           | Американская актриса                                                           | Элис, девушка Леонарда                                                                               | s5e7 — «The Good Guy Fluctuation» |
| Лэнс Барбер           | Американский актёр                                                             | Джимми Спекерман, задира-одноклассник Леонарда. В будущем - отец Шелдона в сериале "Детство Шелдона" | s5e11 — «The Speckerman Recurrence» |
| Майкл Дж. Массимино   | Астронавт НАСА                                                                 | камео                                                                                                | s5e15 — «The Friendship Contraction», s5e24 — «The Countdown Reflection», s6e2 — «The Decoupling Fluctuation», s6e4 — «The Re-Entry Minimization», s7e16 — «The Table Polarization», s8e3 — «The First Pitch Insufficiency» |
| Павел Лычников        | Российский и американский актёр театра и кино                                  | Дмитрий Резинов, космонавт из России                                                                 | s5e24 — «The Countdown Reflection», s6e1 — «The Date Night Variable», s6e2 — «The Decoupling Fluctuation», s6e3 — «The Higgs Boson Observation», s6e4 — «The Re-Entry Minimization» |
| Леонард Нимой         | Американский актёр                                                             | Фигурка мистера Спока (озвучка)                                                                      | s5e20 — «The Transporter Malfunction» |
| Стивен Хокинг         | Физик-теоретик и космолог                                                      | камео                                                                                                | s5e21 — «The Hawking Excitation», s8e14 — «The Troll Manifestation» |
| Харшман, Марго        | Американская актриса                                                           | Алекс Дженсен                                                                                        | начиная с s6e3, ассистент Шелдона Купера |
| Хоуи Мэндел           | Канадский актёр и телеведущий                                                  | камео                                                                                                | s6e04 — «The Re-Entry Minimization» |
| Базз Олдрин           | Астронавт НАСА                                                                 | камео                                                                                                | s6e05 — «The Holographic Excitation» |
| Кейт Микуччи          | Американская актриса, комик, певица                                            | Люси, девушка Раджеша                                                                                | s6e16 — «The Tangible Affection Proof», s6e17 — «The Monster Isolation», s6e24 — «The Bon Voyage Reaction», s7e8 — «The Itchy Brain Simulation» |
| Боб Ньюхарт           | Американский актёр, комик                                                      | Артур «Профессор Протон» Джеффрис                                                                    | s6e22 — «The Proton Resurgence», s7e7 — «The Proton Displacement», s7e22 — «The Proton Transmogrification», s9e11 — «The Opening Night Excitation» |
| Билл Най              | Американский инженер, телеведущий-популяризатор науки                          | камео                                                                                                | s7e7 — «The Proton Displacement», s12e01 — «The Conjugal Configuration» |
| Джош Пек              | Американский актёр                                                             | Джесси, владелец магазина комиксов                                                                   | s7e13 — «The Occupation Recalibration» |
| Кэрри Фишер           | Американская актриса                                                           | камео                                                                                                | s7e14 — «The Convention Conundrum» |
| Джеймс Эрл Джонс      | Американский актёр                                                             | камео                                                                                                | s7e14 — «The Convention Conundrum» |
| Таня Реймонд          | Американская актриса                                                           | Иветта, ветеринар                                                                                    | s7e15 — «The Locomotion Manipulation» |
| Билли Боб Торнтон     | Американский актёр                                                             | Доктор Лорвис                                                                                        | s8e7 — «The Misinterpretation Agitation» |
| Нейтан Филлион        | Американский актёр                                                             | камео                                                                                                | s8e15 — «The Comic Book Store Regeneration» |
| Мэт Беннет            | Американский актёр                                                             | Джош, единокровный брат Говарда                                                                      | s8e20 — «The Fortification Implementation» |
| Илон Маск             | Американский бизнесмен, миллиардер, основатель компаний Tesla, PayPal и SpaceX | камео                                                                                                | s9e9 — «The Platonic Permutation» |
| Адам Уэст             | Американский актёр                                                             | камео                                                                                                | s9e17 — «The Celebration Experimentation» |
| Джадд Хирш            | Американский актёр                                                             | Альфред Хофстедтер, отец Леонарда                                                                    | s9e24 — «The Convergence Convergence» |
| Кэти Сагал            | Американская актриса                                                           | Сьюзен, мама Пенни                                                                                   | s10e1 — «The Conjugal Conjecture» |
| Мария Кэнелс-Баррера  | Американская актриса, комедиантка и певица                                     | Изабелла Мария Концепсьён, интерес Раджеша                                                           | s10e8 — «The Brain Bowl Incubation» |
| Эллен Дедженерес      | Американская актриса, комедиантка и телеведущая                                | камео                                                                                                | s10e9 — «The Geology Elevation», s12e18 — «The Laureate Accumulation» |
| Кристофер Ллойд       | Американский актёр                                                             | Теодор, новый сосед Пенни и Леонарда                                                                 | s10e10 — «The Property Division Collison» |
| Памела Эдлон          | Американская актриса                                                           | озвучка Галеи (Halley)                                                                               | s10e11 — «The Birthday Synchronicity» |
| Бет Берс              | Американская актриса                                                           | Нелл, подруга Раджеша                                                                                | s11e14 — «The Separation Triangulation» |
| Уолтон Гоггинс        | Американский актёр и продюсер                                                  | Оливер, муж Нелл, новой подруги Раджеша                                                              | s11e14 — «The Separation Triangulation» |
| Билл Гейтс            | Основатель компании Microsoft и собственного фонда.                            | камео                                                                                                | s11e18 — «The Gates Excitation» |
| Питер Макникол        | Американский актёр театра и кино                                               | доктор-тополог Роберт Уолкотт                                                                        | s11e20 — «The Reclusive Potential» |
| Нил Гейман            | Английский писатель                                                            | камео                                                                                                | s11e21 — «The Comet Polarization» |
| Реймонд Теллер        | Американский иллюзионист, писатель, актёр и кинорежиссёр.                      | Отец Эми Фары Фаулер                                                                                 | s11e24 — «The Bow Tie Asymmetry» |
| Кэти Бэйтс            | Американская актриса                                                           | Мать Эми Фары Фаулер                                                                                 | s11e24 — «The Bow Tie Asymmetry» |
| Марк Хэмилл           | Американский актёр                                                             | камео                                                                                                | s11e24 — «The Bow Tie Asymmetry» |
| Джерри О’Коннелл      | Американский актёр                                                             | Джорджи Купер, брат Шелдона                                                                          | s11e23 — «The Sibling Realignment», s11e24 — «The Bow Tie Asymmetry», s12e4 — «The Tam Turbulence» |
| Карим Абдул-Джаббар   | Американский баскетболист                                                      | камео                                                                                                | s12e16 — «The D&D Vortex» |
| Уильям Шетнер         | Канадский актёр и писатель                                                     | камео                                                                                                | s12e16 — «The D&D Vortex» |
| Джо Манганьелло       | Американский актёр                                                             | камео                                                                                                | s12e16 — «The D&D Vortex» |
| Кевин Смит            | Американский актёр, режиссер и сценарист                                       | камео                                                                                                | s12e16 — «The D&D Vortex» |
| Фрэнсис Арнольд       | Американский учёный и инженер. Лауреат Нобелевской премии по химии.            | камео                                                                                                | s12e18 — «The Laureate Accumulation» |
| Кип Торн              | Американский астрофизик. Лауреат Нобелевской премии по физике 2017 года        | камео                                                                                                | s12e18 — «The Laureate Accumulation» |
| Сара Мишель Геллар    | Американская актриса                                                           | камео                                                                                                | s12e24 — «The Stockholm Syndrome» |

## Эпизоды
| Сезон | Сезон | Эпизоды | Оригинальная дата выхода | Оригинальная дата выхода | Рейтинг Нильсена   | Рейтинг Нильсена | Рейтинг Нильсена   | Рейтинг Нильсена |
| Сезон | Сезон | Эпизоды | Премьера сезона          | Финал сезона             | Зрители (миллионы) | Ранг             | Рейтинг/доля 18–49 | Ранг 18–49       |
| ----- | ----- | ------- | ------------------------ | ------------------------ | ------------------ | ---------------- | ------------------ | ---------------- |
|       | 1     | 17      | 24 сентября 2007         | 19 мая 2008              | 8.31               | 68               | 3.3/8              | 46               |
|       | 2     | 23      | 22 сентября 2008         | 11 мая 2009              | 10.03              | 40               | н/д                | н/д              |
|       | 3     | 23      | 21 сентября 2009         | 24 мая 2010              | 14.22              | 12               | 5.3/13             | 5                |
|       | 4     | 24      | 23 сентября 2010         | 19 мая 2011              | 13.21              | 13               | 4.4/13             | 7                |
|       | 5     | 24      | 22 сентября 2011         | 10 мая 2012              | 15.82              | 8                | 5.5/17             | 6                |
|       | 6     | 24      | 27 сентября 2012         | 16 мая 2013              | 18.68              | 3                | 6.2/19             | 2                |
|       | 7     | 24      | 26 сентября 2013         | 16 мая 2014              | 19.96              | 2                | 6.2/20             | 2                |
|       | 8     | 24      | 22 сентября 2014         | 7 мая 2015               | 19.05              | 2                | 5.6/17             | 4                |
|       | 9     | 24      | 21 сентября 2015         | 12 мая 2016              | 20.36              | 2                | 5.8/19             | 3                |
|       | 10    | 24      | 19 сентября 2016         | 11 мая 2017              | 18.99              | 2                | 4.9/19             | 3                |
|       | 11    | 24      | 25 сентября 2017         | 10 мая 2018              | 18.63              | 1                | 4.4                | 5                |
|       | 12    | 24      | 24 сентября 2018         | 16 мая 2019              | 17.31              | 2                | 3.6                | 6                |

## Плагиат
Белорусская телекомпания СТВ приступила к съёмкам телесериала «Теоретики» — клона «Теории Большого взрыва», который не остался незамеченным авторами оригинального сериала. На сайте автора оригинального сериала Чака Лорри был размещён текст:

Белоруссия — небольшая, не имеющая выхода к морю страна, расположенная рядом с Россией, Украиной, Латвией, Литвой и Польшей. Согласно Википедии, одним из основных экспортных товаров Белоруссии являются побочные продукты от скотоводства. Вопрос напрашивается сам собой — что же это за скот такой, который годится только на обойный клей и фетровые шляпы? Но в Белоруссии, кроме того, есть и телевизионная индустрия. Один из последних телехитов — ситком про четырёх учёных-ботаников, которые живут по соседству с очаровательной блондинистой официанткой. Персонажей зовут Шелдон, Лео, Говард, Радж и Наташа, а сам сериал называется «Теоретики». Каждая серия начинается с очень быстрого монтажа картинок, на которых изображено развитие нашей вселенной от начала времён до наших дней. Продолжая тему, монтаж сопровождает самая ужасная поп-музыка, которая когда-либо была создана от начала времён. И, наконец, каждая серия выглядит так, будто это русский перевод «The Big Bang Theory». Когда мы донесли этот факт до ушей отдела по защите авторских прав в Warner Bros., нам ответили, что подать в суд невозможно, так как компания, которая нас обокрала, принадлежит правительству государства Белоруссия. Так как никаких других возможностей у меня нет, я надеюсь, что это письмо прочтут те милые люди, которые делают «Теоретиков», и что они, страдая от угрызений совести, отправят нам партию фетровых шляп. Авторы киргизской версии «Dharma & Greg» уже отправили мне обойный клей.
Оригинальный текст (англ.)Belarus is a small, land-locked country next door to Russia, Ukraine, Latvia, Lithuania and Poland. According to Wikipedia, one of its major exports is cattle by-products. Which begs the question, what horrible shape are the cattle in, if all they're good for is felt hats and wallpaper paste? But Belarus does have a bustling TV production industry. One of their most recent hits is a sitcom about four nerdy scientists who live next door to a beautiful blonde waitress. The characters are named Sheldon, Leo, Hovard, Raj and Natasha, and the show is entitled, The Theorists. Each episode begins with a rapid-fire montage of images which takes us from the dawn of time to the present moment. Keeping with that theme, the montage is scored with what is probably the worst piece of recorded pop music since the dawn of time. And finally, each episode appears to be a Russian translation of a Big Bang Theory episode. When we brought this to the attention of the Warner Brothers legal department, we were told that it's next to impossible to sue for copyright infringement in Belarus because the TV production company that is ripping us off is owned and operated by the government of Belarus. Having no other recourse, I'm hoping that this vanity card will be read by the fine folks making The Theorists, and, wracked with guilt, they break down and send us some felt hats. The Kyrgyzstan version of Dharma & Greg already sent me some wallpaper paste.

Помимо официального сайта, этот текст на английском языке был представлен в конце 15 серии 3 сезона в виде «фактов Чака Лорри» («Chuck Lorre Production, #277»).
Телеканал СТВ не стал выкупать права на «Теорию Большого взрыва» у его создателей. Выпустив четыре серии, СТВ прекратил съёмки «Теоретиков».

## Рейтинги
| Сезон | Таймслот (EST)                                         | Эпизодов | Премьера              | Премьера             | Финал            | Финал                | ТВ-сезон | Ранг | В среднем зрителей (миллионов) |
| Сезон | Таймслот (EST)                                         | Эпизодов | Дата                  | Зрителей (миллионов) | Дата             | Зрителей (миллионов) | ТВ-сезон | Ранг | В среднем зрителей (миллионов) |
| ----- | ------------------------------------------------------ | -------- | --------------------- | -------------------- | ---------------- | -------------------- | -------- | ---- | ------------------------------ |
| 1     | Понедельник 20:30 (1–8) Понедельник 20:00 (9–17)       | 17       | 24 сентября 2007 года | 9.52                 | 19 мая 2008 года | 7.34                 | 2007–08  | 68   | 8.31                           |
| 2     | Понедельник 20:00 (1–14, 16–23) Понедельник 21:30 (15) | 23       | 22 сентября 2008 года | 9.36                 | 11 мая 2009 года | 9.81                 | 2008–09  | 40   | 10.03                          |
| 3     | Понедельник 21:30 (1–19, 21–23) Понедельник 21:00 (20) | 23       | 21 сентября 2009 года | 12.96                | 24 мая 2010 года | 14.78                | 2009–10  | 12   | 14.22                          |
| 4     | Четверг 20:00                                          | 24       | 23 сентября 2010 года | 14.04                | 19 мая 2011 года | 11.30                | 2010–11  | 13   | 13.21                          |
| 5     | Четверг 20:00                                          | 24       | 22 сентября 2011 года | 14.30                | 10 мая 2012 года | 13.72                | 2011–12  | 8    | 15.82                          |
| 6     | Четверг 20:00                                          | 24       | 27 сентября 2012 года | 15.66                | 16 мая 2013 года | 15.48                | 2012–13  | 3    | 18.68                          |
| 7     | Четверг 20:00                                          | 24       | 26 сентября 2013 года | 18.99                | 15 мая 2014 года | 16.73                | 2013–14  | 2    | 19.96                          |
| 8     | Понедельник 20:00 Четверг 20:00                        | 24       | 22 сентября 2014 года | 18.08                | 7 мая 2015 года  | 14.64                | 2014–15  | 2    | 19.05                          |
| 9     | Понедельник 20:00 Четверг 20:00                        | 24       | 21 сентября 2015 года | 18.20                | 12 мая 2016 года | 14.73                | 2015–16  | 2    | 20.36                          |
| 10    | Понедельник 20:00 Четверг 20:00                        | 24       | 19 сентября 2016 года | 15.82                | 11 мая 2017 года | 12.99                | 2016–17  | 2    | 18.99                          |
| 11    | Понедельник 20:00 Четверг 20:00                        | 24       | 25 сентября 2017 года | 17.65                | 10 мая 2018 года | 15.51                | 2017–18  | 1    | 18.63                          |
| 12    | Понедельник 20:00 Четверг 20:00                        | 24       | 24 сентября 2018 года | 12.92                | 16 мая 2019 года | 18.52                | 2018–19  | 2    | 17.31                          |

## Награды и номинации
| Год  | Награда                           | Категория                                                                   | Получатель | Результат |
| ---- | --------------------------------- | --------------------------------------------------------------------------- | --- | --------- |
| 2009 | Эмми                              | Лучшая художественная постановка для сериала с технологией multi-camera     | Джон Шэффнер, Энн Шеа за эпизоды «The Hofstadter Isotope», «The Vegas Renormalization» и «The Lizard-Spock Expansion»                      | Номинация |
| 2009 | Эмми                              | Лучшая приглашённая актриса в комедийном сериале                            | Кристин Барански за роль Беверли Хофстэдер в эпизоде «The Maternal Capacitance»                                                            | Номинация |
| 2009 | Эмми                              | Лучший актёр в комедийном сериале                                           | Джим Парсонс за роль Шелдона Купера | Номинация |
| 2009 | Satellite Award                   | Лучший актёр сериала, комедии или мюзикла                                   | Джим Парсонс за роль Шелдона Купера | Номинация |
| 2009 | Satellite Award                   | Лучший сериал, комедия или мюзикл                                           | | Номинация |
| 2009 | Ассоциация телевизионных критиков | Выдающееся достижения в комедии                                             | | Победа    |
| 2009 | Ассоциация телевизионных критиков | Личные достижения в комедии                                                 | Джим Парсонс за роль Шелдона Купера | Победа    |
| 2009 | Гильдия художников-постановщиков  | Эпизод телевизионного сериала с технологией multi-camera                    | Джон Шэффнер, Энн Шеа, Франкус Черри-Коэн за эпизод «The Peanut Reaction»                                                                  | Номинация |
| 2010 | Эмми                              | Лучший комедийный актёр                                                     | Джим Парсонс за роль Шелдона Купера | Победа    |
| 2010 | Эмми                              | Лучшая художественная постановка для сериала с технологией multi-camera     | Джон Шэффнер, Энн Шеа за эпизоды «The Gothowitz Deviation» и «The Adhesive Duck Deficiency»                                                | Номинация |
| 2010 | Эмми                              | Лучшая приглашённая актриса в комедийном сериале                            | Кристин Барански за роль Беверли Хофстэдер в эпизоде «The Maternal Congruence»                                                             | Номинация |
| 2010 | Эмми                              | Лучший грим для сериала с технологией multi-camera без применения латекса   | Пегги Николс, Кен Диаз, Викки Маккартер за эпизод «The Electric Can Opener Fluctuation»                                                    | Номинация |
| 2010 | Эмми                              | Лучшая техническая режиссура, операторская работа, видео-монтаж для сериала | Джон Пьер Дечен, Джеймс Хичкок, Ричард Прайс, Брайан «Арми» Армстронг, Девин Этвуд, Джон О’Брайан за эпизод «The Adhesive Duck Deficiency» | Номинация |
| 2010 | Satellite Award                   | Лучший актёр сериала, комедии или мюзикла                                   | Джим Парсонс за роль Шелдона Купера | Номинация |
| 2010 | Ассоциация телевизионных критиков | Выдающееся достижения в комедии                                             | | Номинация |
| 2010 | Ассоциация телевизионных критиков | Личные достижения в комедии                                                 | Джим Парсонс за роль Шелдона Купера | Номинация |
| 2010 | Гильдия Художников-Постановщиков  | Эпизод телевизионного сериала с технологией multi-camera                    | Джон Шэффнер, Энн Шеа, Франкус Черри-Коэн за эпизод «The Adhesive Duck Deficiency»                                                         | Номинация |
| 2010 | Выбор народа                      | Любимая ТВ-комедия                                                          | | Победа    |
| 2011 | Золотой глобус                    | Лучшая мужская роль в телевизионном сериале (комедия или мюзикл)            | Джим Парсонс за роль Шелдона Купера | Победа    |
| 2011 | Золотой глобус                    | Лучший телевизионный сериал — комедия или мюзикл                            | | Номинация |
| 2011 | Эмми                              | Лучший комедийный актёр                                                     | Джим Парсонс за роль Шелдона Купера | Победа    |
| 2011 | Эмми                              | Лучший комедийный актёр                                                     | Джонни Галэки за роль Леонарда Хофстедтера                                                                                                 | Номинация |
| 2011 | Эмми                              | Лучший комедийный сериал                                                    | | Номинация |
| 2012 | Золотой глобус                    | Лучшая мужская роль в телевизионном сериале (комедия или мюзикл)            | Джон Галэки за роль Леонарда Хофстедтера                                                                                                   | Номинация |
| 2012 | Эмми                              | Лучший комедийный актёр                                                     | Джим Парсонс за роль Шелдона Купера | Номинация |
| 2012 | Эмми                              | Лучшая актриса второго плана в комедийном сериале                           | Маим Бялик за роль Эми Фары Фаулер | Номинация |
| 2012 | Эмми                              | Лучший комедийный сериал                                                    | | Номинация |
| 2012 | Выбор народа                      | Любимая ТВ-комедия                                                          | | Победа    |
| 2013 | Эмми                              | Лучший комедийный актёр                                                     | Джим Парсонс за роль Шелдона Купера | Победа    |
| 2014 | Эмми                              | Лучший комедийный актёр                                                     | Джим Парсонс за роль Шелдона Купера | Победа    |
| 2016 | Выбор народа                      | Любимая ТВ-комедия                                                          | | Победа    |
| 2016 | Выбор народа                      | Любимый комедийный актёр                                                    | Джим Парсонс за роль Шелдона Купера | Победа    |
| 2016 | National Television Awards        | Лучшая международная ТВ-программа                                           | | Победа    |

## Спин-офф
В ноябре 2016 года стало известно о том, что телекомпания CBS ведёт переговоры о создании спин-оффа «Теории Большого взрыва», посвящённого Шелдону Куперу в детстве. Проект приквела описывался как семейная комедия в стиле «Малкольм в центре внимания», а продюсерами нового проекта стали Чак Лорри и Стивен Моларо.
Первоначально идея спин-оффа исходила от Джима Парсонса, играющего взрослого Шелдона в «Теории Большого взрыва». В начале марта 2017 года стало известно, что Иэн Армитидж исполнит роль юного Шелдона, а Зои Перри — его матери Мэри Купер. Зои — дочь Лори Меткалф, которая играет Мэри Купер в «Теории Большого взрыва».
13 марта 2017 года CBS заказал у Лорри и Моларо спин-офф «Детство Шелдона». Исполнительным продюсером и режиссёром пилотной версии выступил Джон Фавро. Производством сериала занялись компания Chuck Lorre Productions, Inc. в сотрудничестве с Warner Bros. Television, а Парсонс, Лорре, Моларо и Тодд Спивак стали исполнительными продюсерами.
Сериал повествует о юном Шелдоне Купере, который в возрасте 9 лет приступает к обучению в средней школе Медфорда (Восточный Техас). Наряду с Армитиджем в роли Шелдона и Перри в роли Мэри Купер в сериале снимаются Лэнс Барбер (Джордж Купер-старший, отец Шелдона), Реган Реворд (Мисси Купер, сестра-близнец Шелдона) и Монтана Джордан (Джордж Купер-младший, старший брат Шелдона). Джим Парсонс выступает в роли рассказчика от лица взрослого Шелдона.
Показ пилотной серии состоялся 25 сентября 2017 года, а 2 ноября 2017 года начались еженедельные выпуски новых эпизодов. Премьера второго сезона состоялась 24 сентября 2018 года, а третьего — 26 сентября 2019 года.
В апреле 2023 появилась информация о том, что Чак Лорри работает над ещё одним спин-оффом.
В январе 2024 года стало известно, что на канале CBS в телесезоне 2024—2025 годов выйдет спин-офф «Детства Шелдона», посвященный Джорджи Куперу и Мэнди Макаллистер.
5 марта 2024 года CBS одобрил заказ спин-оффа.
2 мая 2024 года стало известно название сериала и его дата выхода. Позже, в этом же месяце, к постоянному актёрскому составу присоединились Уилл Сассо и Рэйчел Бэй Джонс в ролях Джима и Одри Макаллистер.
Cъемки начались в июле 2024 года в павильоне «Теории Большого взрыва» перед живой аудиторией, в таком же формате снималась и «Теория Большого взрыва».